# Кисамединов, Макум Мустафович
Макум Мустафович Кисамединов (10 февраля 1939 — 23 января 1984) — казахстанский художник-график, член Союза художников СССР, лауреат премии Ленинского комсомола Казахской ССР.

## Биография
Родился 10 февраля 1939 года (по некоторым источникам 10 февраля 1940 года) в селе Воскресенское Волгоградской области.
Макум Кисамединов окончил Алма-Атинское художественное училище имени Н. Гоголя, а в 1967 году Московский художественный институт имени Сурикова, затем вернулся в Казахстан. Увлекался фехтованием, с 1961 года мастер спорта. Был женат и имел сына Манаса.
Умер в 1984 году в возрасте 44 лет от болезни печени.

## Творчество
Макум Кисамединов относится к группе «шестидесятников» — художников, работавших в конце 60-х и начале 70-х годов прошлого столетия. Первыми творческими работами Кисамединова стали оформление и иллюстрирование юбилейного издания стихов Абая Кунанбаева в 2-х томах, книг Сабита Муканова а также книг Габита Мусрепова, вышедших в издательствах «Жазушы» и «Жалын».
Работы Макум Кисамединов исполнял в технике линогравюры, а также в технике ксилографии, автолитографии и офорте. Работы художника участвуют в выставках с 1961 года. При жизни художника прошло несколько выставок в Москве — в 1976 и 1979 году, а также множество выставок в Казахстане.
С 1967 года — член Союза художников СССР. За цикл графических работ, посвященных Махамбету Утемисову Макуму Кисамединову присвоено звание лауреата премии Ленинского комсомола Казахской ССР 1971—1972 года в области литературы и искусства. Также дипломант многих всесоюзных конкурсов, член союза художников Казахстана. Серия графических работ художника, посвященная «Фаусту» Гёте, отмечена высшей наградой на международном конкурсе в Лейпциге.
После смерти произведения художника находятся в Государственном музее искусств имени А. Кастеева, дирекции художественных выставок Министерства культуры, информации и спорта. Выставки работ художника проходят и после его смерти.